# Musikjahr 1801
Liste der Musikjahre

◄◄ | ◄ | 1797 | 1798 | 1799 | 1800 | Musikjahr 1801 | 1802 | 1803 | 1804 | 1805 | ► | ►►

Weitere Ereignisse
Dieser Artikel behandelt das Musikjahr 1801.

## Ereignisse
- 13. Juni: Das Theater an der Wien wird eröffnet.

## Vokal- und Instrumentalmusik (Auswahl)
- 13. September: Die Schöpfungsmesse in B-Dur von Joseph Haydn wird in der Bergkirche in Eisenstadt uraufgeführt.
- Ludwig van Beethoven: Das  1. Klavierkonzert C-Dur, op. 15. hat am 2. April seine Uraufführung am Burgtheater in Wien;  2. Klavierkonzert, B-Dur, op. 19;  Violinsonate Nr. 4 in a-Moll, op. 23;  Klaviersonate Nr. 14 op. 27 Nr. 2 (Mondscheinsonate);  Klaviersonate Nr. 15 op. 28
- François-Adrien Boieldieu: Walzer für kleines Orchester; Concerto für Harfe C-Dur
- Johann Ladislaus Dussek: Sonate C op. 48 c186 (um 1801); 2 Sonaten D, G op. 47 c184–185
- Franz Krommer: 3 Quartette für 2 Violinen, Viola und Violoncello op. 3
- Anton Eberl: Sonate in d-Moll op. 14

## Musiktheater
- 21. Januar: Die Uraufführung der Oper Le Grand Deuil von Henri Montan Berton erfolgt an der Opéra-Comique in Paris.
- 17. Februar: Uraufführung der einaktigen Oper L’irato ou L’emporté von Étienne-Nicolas Méhul nach einem Libretto von Benoît-Joseph Marsollier des Vivetières im Théâtre Favart in Paris.
- 27. Februar: Die Oper Flaminius à Corinthe von Rodolphe Kreutzer wird in Paris uraufgeführt.
- 09. März: Die Uraufführung des Liederspiels Frohsinn und Schwärmerey von Friedrich Heinrich Himmel findet an der Hofoper in Berlin statt.
- 28. März: Das Ballett Die Geschöpfe des Prometheus von Ludwig van Beethoven und Salvatore Viganò hat seine Uraufführung am Wiener Hofburgtheater zum Benefiz der Primaballerina Maria Cassentini.
- 21. April: Zur Eröffnung des von Matteo Pertsch erbauten Teatro Nuovo in Triest wird die Oper Ginevra di Scozia des deutschen Komponisten Johann Simon Mayr uraufgeführt. Das Libretto stammt von Gaetano Rossi.
- 24. April: Joseph Haydns Oratorium Die Jahreszeiten (Hob. XXI:3) wird im Wiener Palais Schwarzenberg uraufgeführt. Das Werk wird ein Erfolg, doch wird das Libretto von Gottfried van Swieten als nicht überzeugend kritisiert. Es handelt sich um das letzte Oratorium des Komponisten.
- 19. Mai Uraufführung der Oper Annibale in Capua von Antonio Salieri in Triest anlässlich der Eröffnung des dortigen neuen Theaters.
- 18. August: Uraufführung der Oper Le due giornate von Johann Simon Mayr in der Scala in Mailand.
- 03. November: Uraufführung der Oper Gli amanti in cimento von Gaspare Spontini in Rom.
- 07. November: Uraufführung des Opernballetts Le casque et les colombes von André-Ernest-Modeste Grétry an der Pariser Oper.
- 12. Dezember: Uraufführung der Oper Léhéman ou La Tour de Neustadt (3 Akte) von Nicolas Dalayrac in Paris, (Opéra-Comique).
- 28. Dezember: Uraufführung der Oper Argene von Johann Simon Mayr in Venig.

Weitere Uraufführungen
- Domenico Cimarosa: Artemisia (Oper)
- Johann Rudolf Zumsteeg: Das Pfauenfest (musikalisches Melodrama)
- Anton Eberl: Die Königin der schwarzen Inseln, (Zauberoper in zwei Akten); Erwine von Steinheim, (Parodie in drei Akten)
- Gaspare Spontini: Il geloso e l’audace

## Geboren

### Geburtsdatum gesichert
- 01. Februar: Adolf Fredrik Lindblad, schwedischer Komponist († 1878)
- 21. Februar: Jan Václav Kalivoda, böhmischer Komponist, Kapellmeister und Violinist († 1866)
- 02. März: Andreas Peter Berggreen, dänischer Komponist und Organist († 1880)
- 04. März: Joseph Gambihler, deutscher Lehrer, Publizist und Komponist († 1847)
- 19. März: Mary Fauche, britische Sängerin und Komponistin († 1875)
- 12. April: Joseph Lanner, österreichischer Komponist und Violinist († 1843)
- 03. Juni: František Škroup, tschechischer Komponist und Dirigent († 1862)
- 11. Juli: John Hill Hewitt, US-amerikanischer Komponist, Lyriker und Zeitungsverleger († 1890)
- 01. August: Philipp Spitta, deutscher Komponist, evangelischer Theologe und Dichter († 1859)
- 10. August. Josef Kumlik, Musiker und Komponist († 1869)
- 18. August: Antonio Piatti, italienischer Geiger († 1878)
- 20. August: Wilhelm Hermann Cläpius, deutscher Sänger, Schauspieler, Komponist, Übersetzer und Musikpädagoge († 1868)
- 21. August: Friedrich Buck, deutscher Kantor, Komponist und Musikdirektor († 1881)

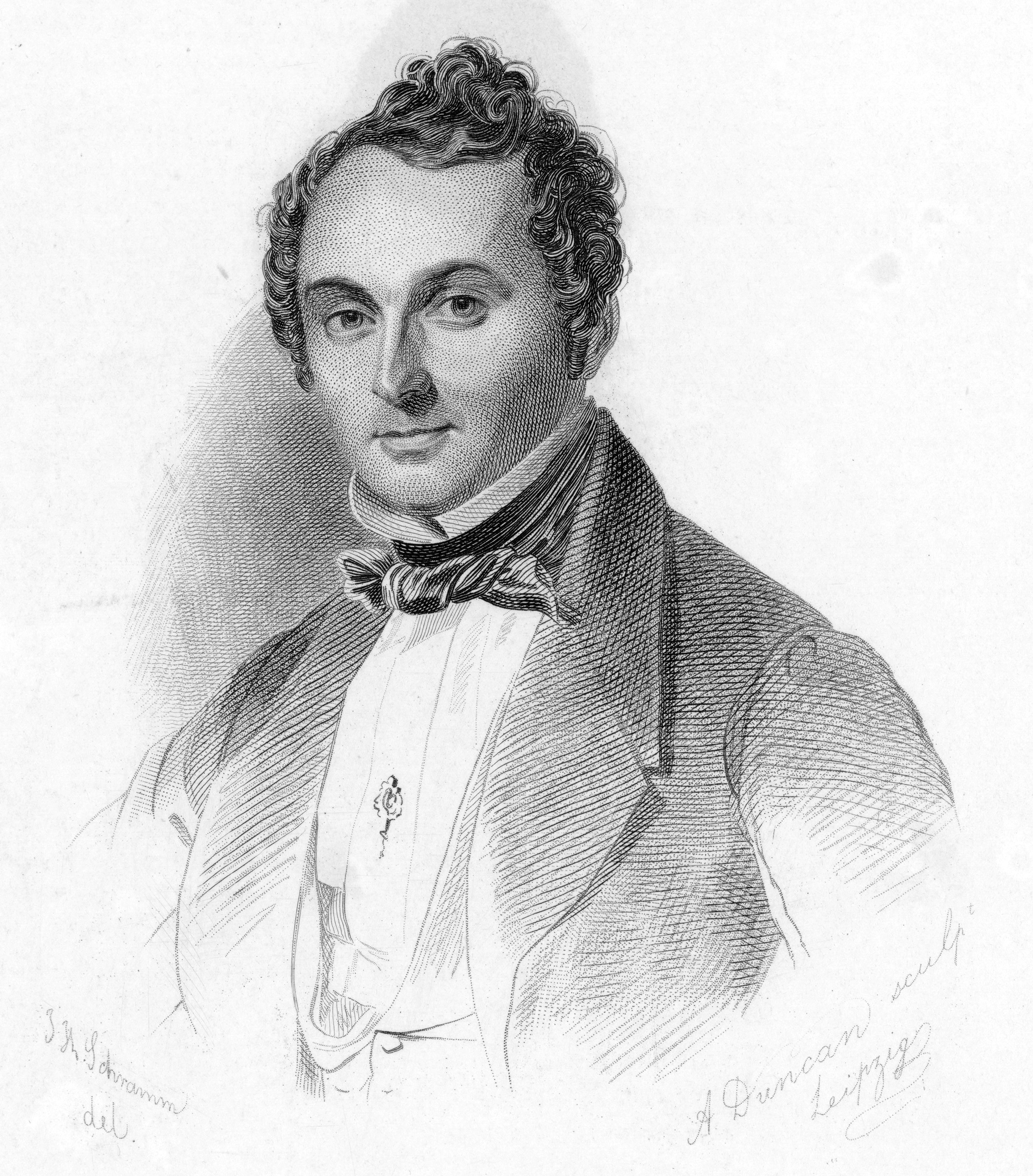
Albert Lortzing; * 23. Oktober

- 27. August: Anna Kraus-Wranitzky, österreichische Opernsängerin († 1851)
- 19. September: Jean-Valentin Bender, belgischer Komponist und Dirigent († 1873)
- 23. Oktober: Albert Lortzing, deutscher Komponist, Schauspieler und Sänger († 1851)
- 03. November: Vincenzo Bellini, italienischer Komponist († 1835)
- 27. November: Alexander Warlamow, russischer Komponist († 1848)
- 25. Dezember: Antonio Angelèri, italienischer Pianist und Musikpädagoge († 1880)

### Genaues Geburtsdatum unbekannt
- Torgeir Augundsson, norwegischer Komponist († 1872)
- Carl Göller, deutscher Orgelbauer († 1887)

## Gestorben

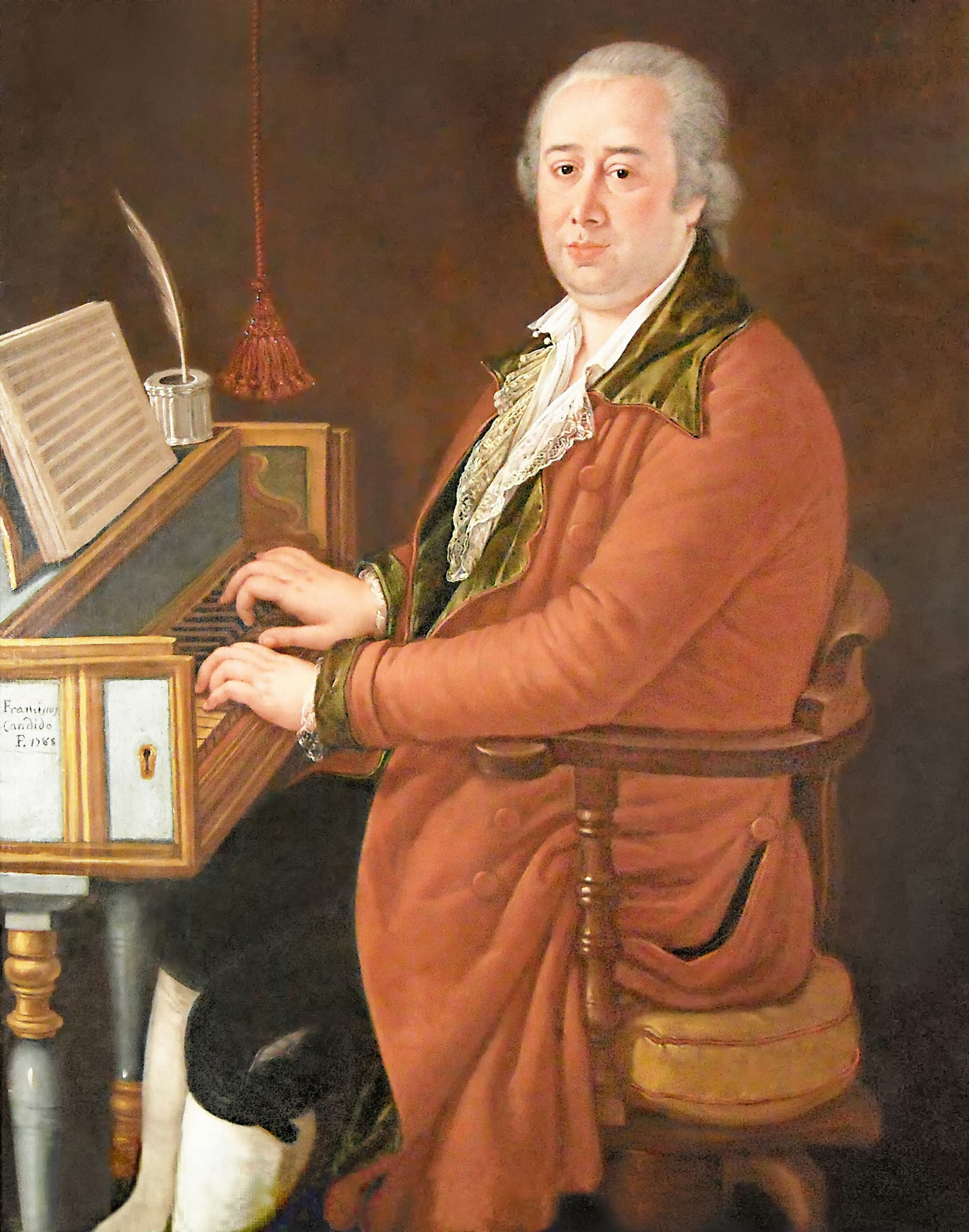
Domenico Cimarosa; † 11. Januar

- 11. Januar: Domenico Cimarosa, italienischer Komponist klassischer Musik (* 1749)
- 21. März: Andrea Lucchesi, italienischer Komponist (* 1741)
- 14. Mai: Johann Ernst Altenburg, deutscher Komponist und Organist (* 1734)
- 04. Juni: Joseph Patrat, französischer Librettist und Schauspieler (* 1733)
- 03. Juli: Johann Nepomuk Wendt, böhmischer Oboist und Komponist (* 1745)
- 18. September: Lorenz Johann Jakob Lang, deutscher lutherischer Geistlicher, Gymnasialprofessor, Bibliothekar und Kirchenlieddichter (* 1731)
- 21. Oktober: Johann Stapfer, Schweizer evangelischer Geistlicher, Komponist und Hochschullehrer (* 1719)
- 23. Oktober: Johann Gottlieb Naumann, deutscher Komponist (* 1741)
- 09. November: Carl Stamitz, deutscher Violinist und Komponist (* 1745)
- 23. Dezember: Magdalena Willmann, deutsche Opernsängerin (* 1771)